# 光靈
《光靈》（英語：Bright）是一部2017年美國都市奇幻動作犯罪驚悚片，由大衛·艾亞執導和監製，麥克斯·蘭迪斯撰寫劇本。電影主演包括威爾·史密斯、喬爾·埃哲頓、歐蜜·瑞佩斯、露西·佛瑞、艾格·拉米瑞茲以及艾克·拜瑞豪茲。該片定於2017年12月22日在Netflix上發行。

## 劇情
故事敘述在一個人類、半獸人及精靈等生物和平共處的近代社會，人類警探沃德與半獸人警探傑柯比兩人照慣例進行夜間巡邏，但他們卻為此碰上了即將改變未來和世界的黑暗惡勢力。

## 演員
- 威爾·史密斯飾演達瑞·沃德：LAPD人類警員，同時也是名愛護家庭的父親。
- 喬爾·埃哲頓飾演尼克·雅各比：達瑞的搭檔，首位半獸人警員。
- 歐蜜·瑞佩斯飾演莉拉：企圖控制魔杖的女巫。
- 露西·佛瑞飾演蒂卡：擁有權力魔杖的年輕精靈。
- 艾格·拉米瑞茲飾演坎托米爾：為FBI的魔法師工作的精靈。
- 哈皮·安德森（英语：Happy Anderson）飾演蒙特胡：為FBI工作的魔法師。
- 肯尼斯·崔（英语：Kenneth Choi）飾演科曼探員
- 艾克·拜瑞豪茲飾演蓋瑞·哈麥爾
- 安德莉亞·娜菲道（英语：Andrea Navedo）飾演佩瑞茲隊長
- 布萊德·威廉·亨克（英语：Brad William Henke）飾演道格胡：強大且可怕的半獸人軍團領導者。
- 黛恩·歐利維莉（英语：Dawn Olivieri）飾演雪莉：沃德的妻子。
- 艾歷斯·梅拉飾演賽拉芬
- 麥特·傑拉德（英语：Matt Gerald）飾演希克斯：人類警探。
- 恩里克·莫西亞諾飾演波利森

## 製作
2016年3月，在《自殺突擊隊》中與導演大衛·艾亞合作的威爾·史密斯將再度合作參與《光靈》。該片被描述為「一部現代警察驚悚片，但含有奇幻的元素」，由史密斯與喬爾·埃哲頓主演，麥克斯·蘭迪斯負責編劇。在Netflix取得發行權後，電影預計從2016年秋季起開始拍攝，其預算將高達9000萬美元。演員歐蜜·瑞佩斯於2016年5月加入參與演出。蘭迪斯受訪時表示，製作將於2016年9月開始，但他們已經在洛杉磯拍攝了一小部分。與艾亞時常合作的攝影師羅曼·瓦夏諾夫被再次聘請來掌鏡。2016年10月15日，露西·佛瑞加入演出。2016年10月17日，安德莉亞·娜菲道也參演了電影。2016年10月20日，宣布布萊德·威廉·亨克簽約加入演出。2016年11月1日，肯尼斯·崔和黛恩·歐利維莉將分別飾演未知角色及史密斯角色的妻子。11月9日，艾格·拉米瑞茲已被證實簽約參演。同月，艾歷斯·梅拉、麥特·傑拉德、艾克·拜瑞豪茲與恩里克·莫西亞諾都已加入參與該片的演出。

### 拍攝
正式拍攝於2016年秋季在洛杉磯開始。拍攝於2017年2月4日結束。

## 續集
2017年12月20日，在《光靈》發行前，Netflix計劃推出該片的續集，而史密斯也已簽下了回歸演出的片約。2018年1月，Netflix證實將推出《光靈》的續集，史密斯和埃哲頓將回歸演出各自的角色，而艾亞也會繼續執導和編劇。

## 外部連結
- 互联网电影数据库（IMDb）上《光靈》的资料（英文）